# بان، مری
بان (به انگلیسی: Ban) یک منطقهٔ مسکونی در پاکستان است که در ناحیه راولپندی واقع شده‌است. بان ۶٬۵۱۴ نفر جمعیت دارد.